# Hrvatska Smokva
 'Hrvatska Smokva' es un cultivar de higuera Ficus carica de higos color verde a amarillo pálido. Cultivados en Croacia en la zona más norteña de la cuenca Mediterránea son capaces de ser cultivadas en zonas equivalentes a la USDA Hardiness Zones 5b a más cálida como en las costas.

## Sinonimia
- „Zamorcica“,
- „Zamojcica“,
- „Barsanica“,
- „Dobra smokva“,
- „Visilica“,
- „Suševka“,
- „Sušeoka“,
- „Sušelica“,
- „Sušeljka“,
- „Poljarica“,
- „Bilica“,
- „Manjukva“,
- „Tenica“,
- „Tjenica“,
- „Adriatica“ (California),
- „Dalmatskaya“ (Crimea),[4]

## Características
La higuera Hrvatska Smokva tiene hábito de árboles de tamaños medios a muy vigorosos y bastante prolíficos. La hoja es de tamaño mediano, y la palma de la hoja palmeada y generalmente de cinco lóbulos. Es una planta típica unífera de un solo tipo de fruto, con una pequeña fruta piriforme (ancho / largo = 1.08), que pesa alrededor de 30 g en promedio.
La piel es de color verde claro, y se torna ligeramente verde amarillenta en el momento de la maduración. Es delgado, se desprende fácilmente de la pulpa, que es blanca amarillenta debajo de la piel y rosa miel en el medio, muy jugosa y dulce, con aroma agradable.
La pulpa tiene un color púrpura con sabor aromático. En Eslovenia, los primeros frutos Breva maduran a fines de junio; la cosecha principal de higos maduran entre el 20 de agosto y el 10 de septiembre.
Los higos Hrvatska Smokva son aptos para la siembra en USDA Hardiness Zones 5b a más cálida, producirá mucha fruta durante la temporada de crecimiento, incluso si se congela el suelo en el invierno. El fruto de este cultivar es de tamaño mediano a pequeño y rico en aromas.

## Cultivo
Hrvatska Smokva es el variedad de higos mejor y prevalente en su cultivo en Croacia. Se cultiva a lo largo de toda la costa, principalmente en las islas. También se ha extendido fuera de Croacia, en Ucrania y EE. UU. (California).
'Hrvatska Smokva' son higueras resistentes al frío en áreas donde las temperaturas mínimas invernales no caen por debajo de 5 grados F. (-15 C.). Hay que tener en cuenta, sin embargo, que el tejido del tallo puede dañarse incluso a mucho más de 5 grados F., especialmente si se trata de un periodo prolongado de frío. Las higueras resistentes al invierno asentadas o maduras de varios años son más propensas a sobrevivir a un periodo frío prolongado. Los árboles jóvenes son más propensos a morir en suelos helados, especialmente si tienen "pies encharcados" o raíces cerca de la superficie.
La higuera crece bien en suelos secos, fértiles y ligeramente calcáreos, en regiones cálidas y soleadas. La higuera no es muy exigente y se adapta a cualquier tipo de suelo, pero su crecimiento es óptimo en suelos livianos, más bien arenosos, profundos y fértiles. Aunque prefiere los suelos calcáreos, se adapta muy bien en suelos ácidos. Teme el exceso de humedad y la falta de agua. En estos 2 casos, se producirá el amarilleamiento de las hojas.
Las temperaturas de -10 a -20 grados F (-23 a -26 C) definitivamente matarán a la higuera. De todas maneras en estas zonas y como prevención necesitará algún tipo de protección para el invierno con acolchamiento de los suelos con una gruesa capa de restos vegetales. En la primavera aparecerán ramas vigorosas (y fruta) si el pie ha sido protegido contra las fuertes heladas

## Usos
Los frutos secos de esta variedad son particularmente apreciados debido a la piel fina y suave, buena calidad, suavidad y buen gusto.
Los frutos de esta variedad se aprovechan también para hacer mermeladas, higos secos y panes de higos secos, y elaboraciones de repostería de gran reputación. 